# Eobiana japonica
Eobiana japonica är en insektsart som först beskrevs av Bolívar, I. 1890.  Eobiana japonica ingår i släktet Eobiana och familjen vårtbitare. Inga underarter finns listade i Catalogue of Life.